# Mario Laprida
Mario Horacio Laprida, (Mendoza, 27 de enero de 1921-Buenos Aires, 25 de diciembre de 2014) fue un militar argentino, perteneciente al Ejército, gobernador interventor de la provincia de San Luis desde 20 de junio al 6 de julio de 1943 y gobernador interventor de la provincia de Corrientes desde 30 de junio al 15 de julio de 1966.

## Biografía
Laprida fue tataranieto de Francisco Narciso Laprida, se casó con Ilve Ruth Bacigalupe, proveniente de la ciudad de Necochea, provincia de Buenos Aires, con quien tuvo 4 hijos.
Participó del golpe militar del 4 de junio de 1943, llamada la Revolución del 43, que derrocó al gobierno constitucional del presidente Ramón Castillo, poniendo fin a la denominada Década Infame. Tres dictadores con el título de presidente se sucedieron en el mando: los generales Arturo Rawson (que estuvo al mando del país durante 3 días), Pedro Pablo Ramírez y Edelmiro Farrell. A su vez, durante este período se designaron cuatro militares en el puesto de vicepresidente: Sabá H. Sueyro, Edelmiro Farrell (luego presidente), Juan Domingo Perón (derrocado por un golpe de Estado militar en octubre de 1945) y Juan Pistarini.
El 20 de junio de 1943, Laprida recibe la orden del presidente de facto el General Pedro Pablo Ramírez de intervenir la provincia de San Luis, que se encontraba gobernada de manera fraudulenta por gobiernos conservadores. Sus primeras medidas fue cambiar todo el gabinete de gobierno, remover a todos los legisladores y jueces a fines del gobierno conservador. Trató de restablecer una provincia gobernada por años por gobiernos feudales, incluso amparados por la misma población local.
Realizó programas de gobiernos para la construcción de obras y la inauguración de nuevos centros poblacionales que fueron continuados por su sucesor. Fue relevado de su cargo por el General Justo Rojo para cumplir tareas para el gobierno nacional en Capital Federal. Diplomado como Oficial de Estado Mayor egresado del Colegio Militar de la Nación el 29 de diciembre de 1939 de la promoción 66.º con un orden de mérito entre sus colegas de 41, dado de baja el 7 de diciembre de 1968. Se desempeñó en importantes cargos en la Institución Ejército en la Argentina y en el Exterior. Estudioso de la evolución política y constitucional de la Nación, reunió archivo sobre los hechos de las últimas décadas.
Los diarios "La Prensa y la Nación publicaron  numerosas "Cartas de lectores",  los diarios "La Prensa", "La Nación", "La Nueva Provincia" y otros grandes medios del interior, sobre los acontecimientos del momento, lo que le permitió publicar a lo largo de su vida los siguientes libros: "Los increíbles radicales" en 1994, y luego reeditado,"La historia en cartas de lectores (1993-1997) en 1997 y la segunda edición ampliada de 1998. "Hay verdades que duelen (lavado de cerebro en la Argentina) en 1999.
Se destacó en el deporte de a caballo, llegando a alcanzar nivel internacional en distintas disciplinas.[cita requerida] Ostenta  el "San Jorge", distinción que se otorga en el Ejército a los jinetes que se hayan destacado en los deportes hípicos.[cita requerida]
El 22 de octubre de 1978 sufrió un serio accidente que le provocó una importante discapacidad locomotiva. Desde entonces se dedica a profundizar sus estudios sobre la vida constitucional argentina.
La Justicia argentina lo condenó por actos irregulares como militar y crímenes de lesa humanidad donde se lo condenó a la cárcel y destitución por portación de apellido.[cita requerida]
Falleció a los 93 años y sus restos descansan en el Cementerio Memorial de Pilar, Provincia de Buenos Aires.